# Edmund Radziwiłł
Edmund Radziwiłł herbu Trąby (ur. 6 września 1842 w Cieplicach, zm. 9 sierpnia 1895 w Belgii) – książę, ksiądz, poseł do parlamentu niemieckiego, publicysta.

## Życiorys
Syn księcia generała Bogusława Fryderyka Radziwiłła, brat księcia Ferdynanda Radziwiłła. 
Święcenia kapłańskie przyjął w 1867. W latach 1871–1873 nauczał religii w Królewskim Katolickim Gimnazjum w Ostrowie. Wydalony został za odmowę nauczania w języku niemieckim. W latach 1881–1886 był proboszczem ostrowskiej parafii św. Stanisława. 
Reprezentował Polaków w parlamencie niemieckim. Należał do Katolickiej Partii Centrum. Nosił tytuły honorowego kawalera maltańskiego oraz domowego prałata papieskiego.
To on miał dostarczyć uwięzionemu w ostrowskim więzieniu abp. Mieczysławowi Ledóchowskiemu ukrytą w lasce nominację kardynalską.
Opublikował m.in. Kościelny autorytet i nowoczesna świadomość (1872), prace o relacjach między państwem a kościołem, prace o Kulturkampfie.